# George Herbert Mead
George Herbert Mead (født 27. februar 1863, død 26. april 1931) var en amerikansk filosof, sociolog og psykolog.

## Idéer
Rolleindtagning (imitation). For eksempel at barnet lærer igennem imitation, dvs. ved at gennemspille og tage forskellige roller på sig.
Han skelner imellem det spontane handlende "jeg" og det iagttagende erkendende og vurderende "mig", hvor man ser sig selv og sine handlinger udefra – gennem andres øjne (den generaliserede anden).
Når man påtager sig den ”generaliserede andens” attitude, betyder det at man tager de etablerede handlingstendenser hos andre, gruppen, organisationen, samfundet etc., til sig, og reflekterer over dem i forbindelse med ens egne handlinger. Man kan endvidere sige, at de "generelle" handlingstendenser, værdier, ideologier etc. man forestiller sig "den generaliserede anden" indeholder, konkretiseres/funktionaliseres (specificeres) i specifikke situationer, og påvirker ens egen handling.
Derudover arbejder Mead med begrebet "emergens", der er betegnelsen for at noget nyt bliver indarbejdet i den generaliserede anden. Når der således opstår et nyt element i den generaliserede anden, f.eks. når et lovforslag bliver gennemtrumfet, eller når et individs kreative idé manifesteres, reorganiseres det generaliserede anden og det emergerer og der sker en udvikling i samfundet, eller en kultivering af det pågældende fællesskab. 